# Kazem Gholami
Kazem Gholami (pers.  کاظم غلامی; ur. 21 marca 1957) – irański zapaśnik w stylu wolnym. Olimpijczyk z Barcelony 1992, gdzie zajął dziewiąte miejsce w wadze 100 kg.
Brązowy medal na igrzyskach azjatyckich w 1986. Mistrz Azji w 1992.